# Phillipsia subpurpurea
Phillipsia subpurpurea es una especie de hongo en la familia Sarcoscyphaceae. Es nativo de Australia donde crece como  saprofito sobre madera. Fue descrito por primera vez por los micólogos ingleses Miles Joseph Berkeley y Christopher Edmund Broome. Su cuerpo fructifero en forma de taza no posee estipe y su superficie interior es violeta.